# Корсет (одећа)
Корсет (познат и као стезник, мада је корсет мало шири појам) је претесан одевни предмет чија је главна сврха смањити опсег струка стезањем, мада се може носити и из других разлога. У различитим облицима носили су их жене и мушкарци кроз векове, а носе се и данас.
Треба напоменути да већина одеће која се данас продавају под називом „корсет“ у ствари нису корсети, већ много блажа њихова варијанта.

## Етимологија
Реч корсет потиче из старофранцуске речи cors, која је умањеница од речи за тело, која потиче из латинске речи corpus, која значи тело.

## Примене
Постоји неколико разлога за ношење корсета. Три главне групе разлога су модни, медицински и фетишистички разлози.

### Мода
Најчешћа и добро позната употреба стезника је учинити тело виткијим да би постигли модерну силуету. Такву употребу углавном раде жене, а највише се практиковала у време краљице Викторије, када је тањи струк значио већи социјални статус. Такозвана фигура пешчаног сата датира из тог доба, коју карактерише витак танак струк.
Занимљиво је да је у периоду од 1820. до 1350. фигура пешчаног сата била модерна за мушкарце, а понекад се постизала ношењем стезника.
Обични стезници се могу поделити у две групе: корсети са прекомерним прстеном који иду преко груди и доњи стезници који не прелазе груди. Сви мушки стезници одговарајућег анатомског облика су поткошуљастог типа.

### Медицински разлози
Људи који имају проблема са кичмом или унутрашњим повредама понекад носе корсет како би имобилизовали и заштитили труп, попут Ендија Ворхола, након што је упуцан 1968. године, носио је корсет целог живота.

### Сексуални фетишизам
Корсети се такође користе у фетишистичким активностима, понајвише у БДСМ-у. Неке особе (без обзира на пол) могу доживети сексуално узбуђење или оргазам самим ношењем чврсто стегнутог корсета.

## Конструкција
Корсети су најчешће израђивани од флексибилног материјала који се укрућује вертикалним чврстим деловима који служе као костур. У 19. веку су за костур најчешће коришћени челик и рибља кост. Данас, зависно од дизајна корсета и жељама корисника, два најчешће коришћена материјала за кости су пластика и челик. Многи други материјали, попут дрвета, коришћени су или се користе за израду корзетних скелета.
Корсети обично имају каиш на задњој страни чијим се везивањем може континуирано стегнути стезник до жељеног обима, као и посебну копчу за брже и лакше уклањање и постављање стезника без потребе за дугим каишевима.